# Carles Guillem de Nassau-Usingen
Carles Guillen de Nassau-Usingen (en alemany Karl Wilhelm von Nassau-Usingen) va néixer a Usingen el dia 19 de novembre de 1735 i va morir a Biebrich el 17 de maig de 1803. Era el fill gran del príncep Carles de Nassau-Usingen (1712-1775) i de Cristina Guillemina de Saxònia-Eisenach (1711-1740).
Des del 1775 va succeir el seu pare com a príncep de Nassau Usingen i a partir de 1797, amb la mort del príncep Enric Luís de Nassau-Saarbrücken (1768-1797), formalment va passar a ser-ho també de Nassau-Saarbrücken, després d'un procés de reunificació de les diferents branques Nassau: Saarbrücken, Weilburg i Dietz. El 1770 va ser nomenat tinent general d'infanteria, el 1789 es va convertir en general i a l'any següent va ascendir a coronel.
El Principat va ser ocupat el 1793 per les tropes revolucionàries franceses, i en el Tractat de Pau de Lunéville, va perdre diversos territoris al límit amb França. Amb tot, va ser compensat amb parts de l'Arquebisbat de Magúncia, del de Colònia, del Palatinat i de Hessen.

## Matrimoni i fills
El 16 d'abril de 1760 es va casar a Heidenheim amb Carolina de Leiningen-Dachsburg-Heidesheim (1734-1810), filla del comte Cristià Carles Reinard (1695-1766) i de Caterina Polyxena de Solms-Rodelheim (1702-1765).
El matrimoni només va tenir una filla, Carolina de Nassau-Usingen (1762-1823) que es va casar amb el landgravi Frederic III de Hessen-Kassel (1747-1837). Però, en no poder heretar, després de la mort de Carles Guillem, assumí el títol de príncep de Nassau el seu germà  Frederic August.